# Марачевская
Марачевская — деревня в Тарногском районе Вологодской области.
Входит в состав Спасского сельского поселения, с точки зрения административно-территориального деления — в Нижнеспасский сельсовет.
Расстояние до районного центра Тарногского Городка по автодороге — 60 км, до центра муниципального образования Никифоровской по прямой — 15 км. Ближайшие населённые пункты — Ваневская, Шеловская, Емельяновская.
По переписи 2002 года население — 9 человек.